# Schoppen (Amel)
Schoppen ist ein Dorf in der Gemeinde Amel in der Deutschsprachigen Gemeinschaft Belgiens. Der Ortsteil liegt vier Kilometer nördlich des Ameler Kernorts. Mit 397 Einwohnern (Januar 2013) gehört Schoppen zu den größeren Ortsteilen der Gemeinde Amel. Es verfügt über eine Gewerbezone am westlichen Ortsrand.
Schoppen ist der Geburtsort von Karl-Heinz Lambertz, 1999 bis 2014 Ministerpräsident der Deutschsprachigen Gemeinschaft.  

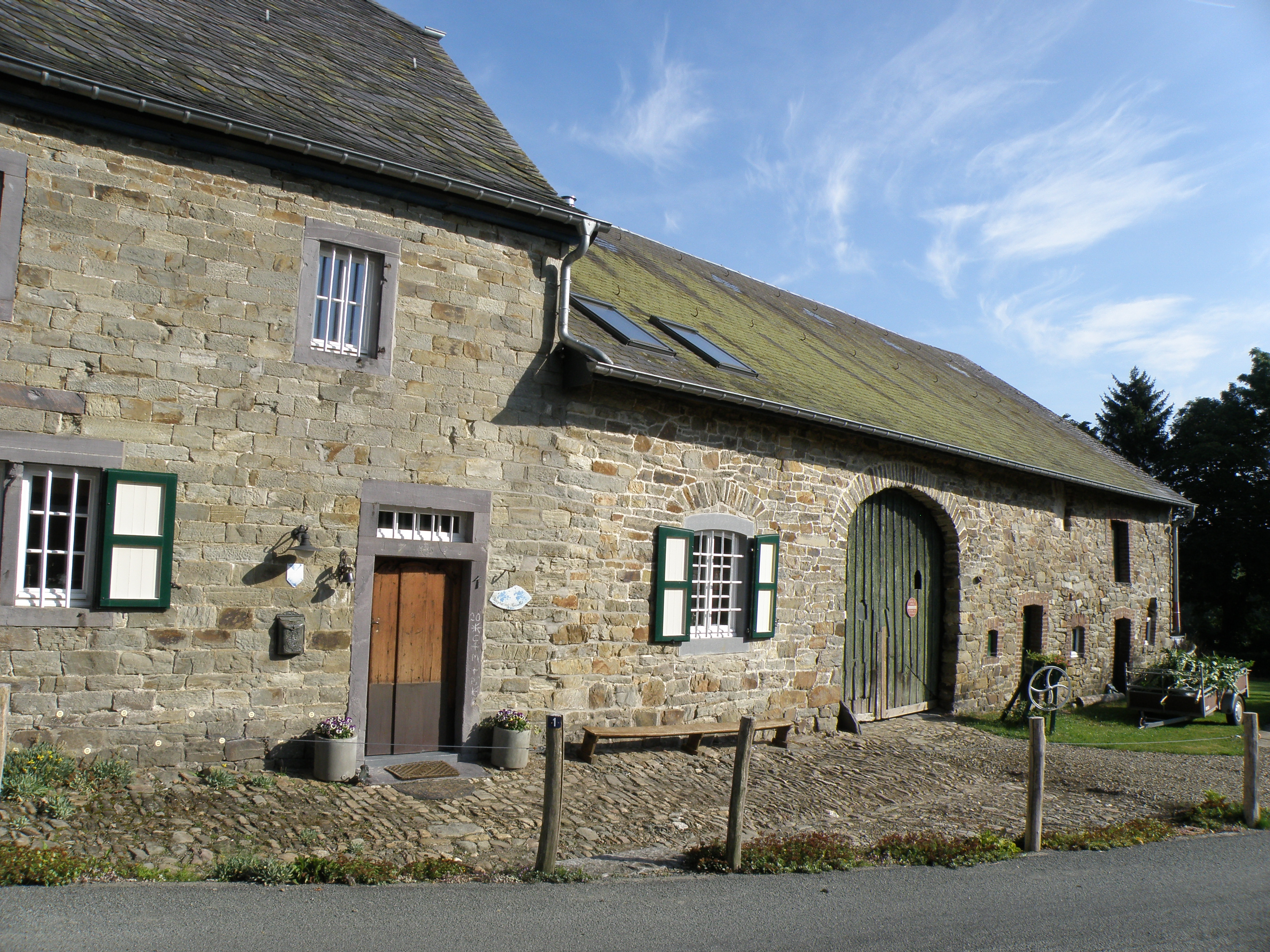
Haus Jierten, Bauernhaus von 1766
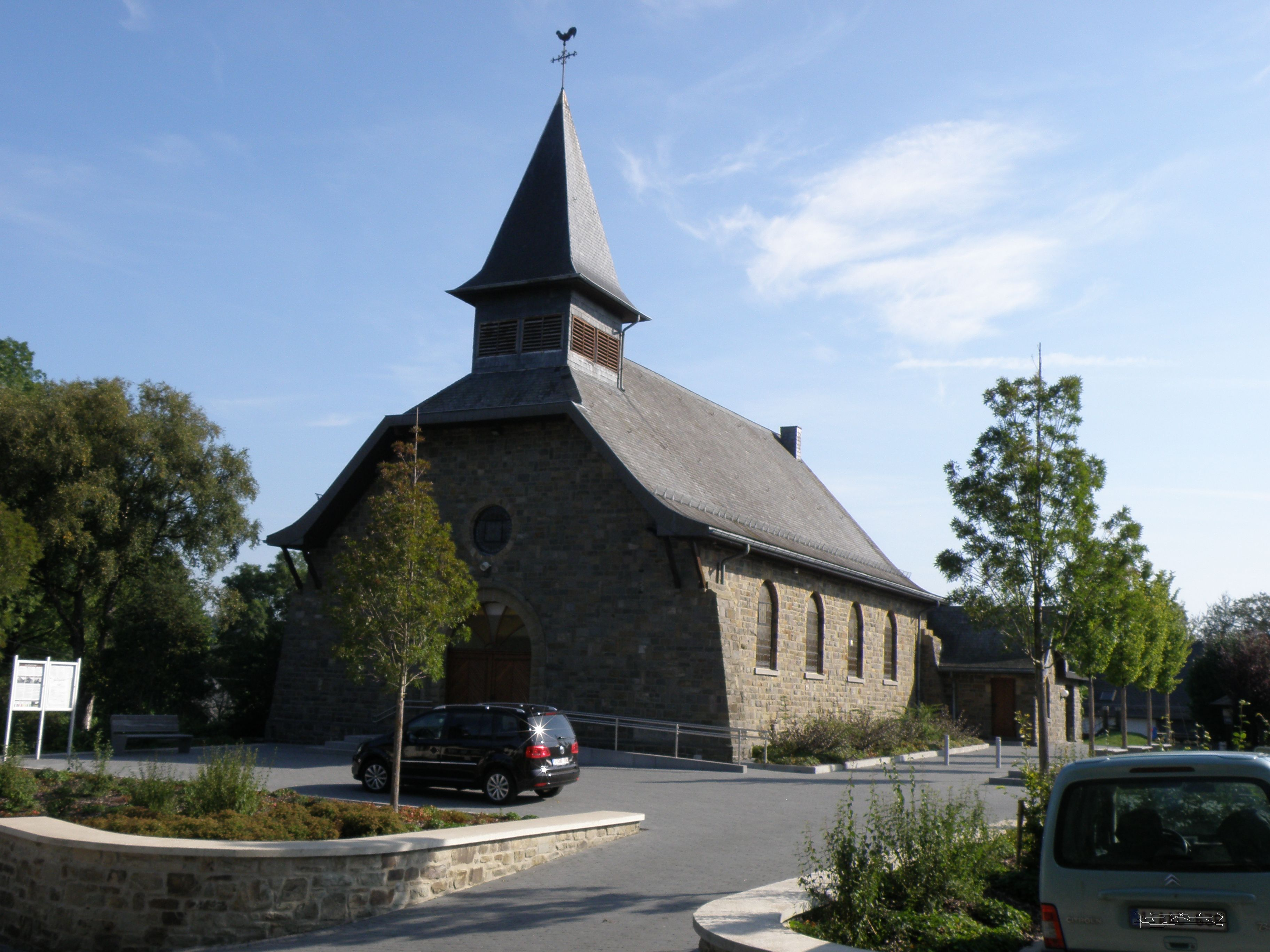
Kirche in Schoppen
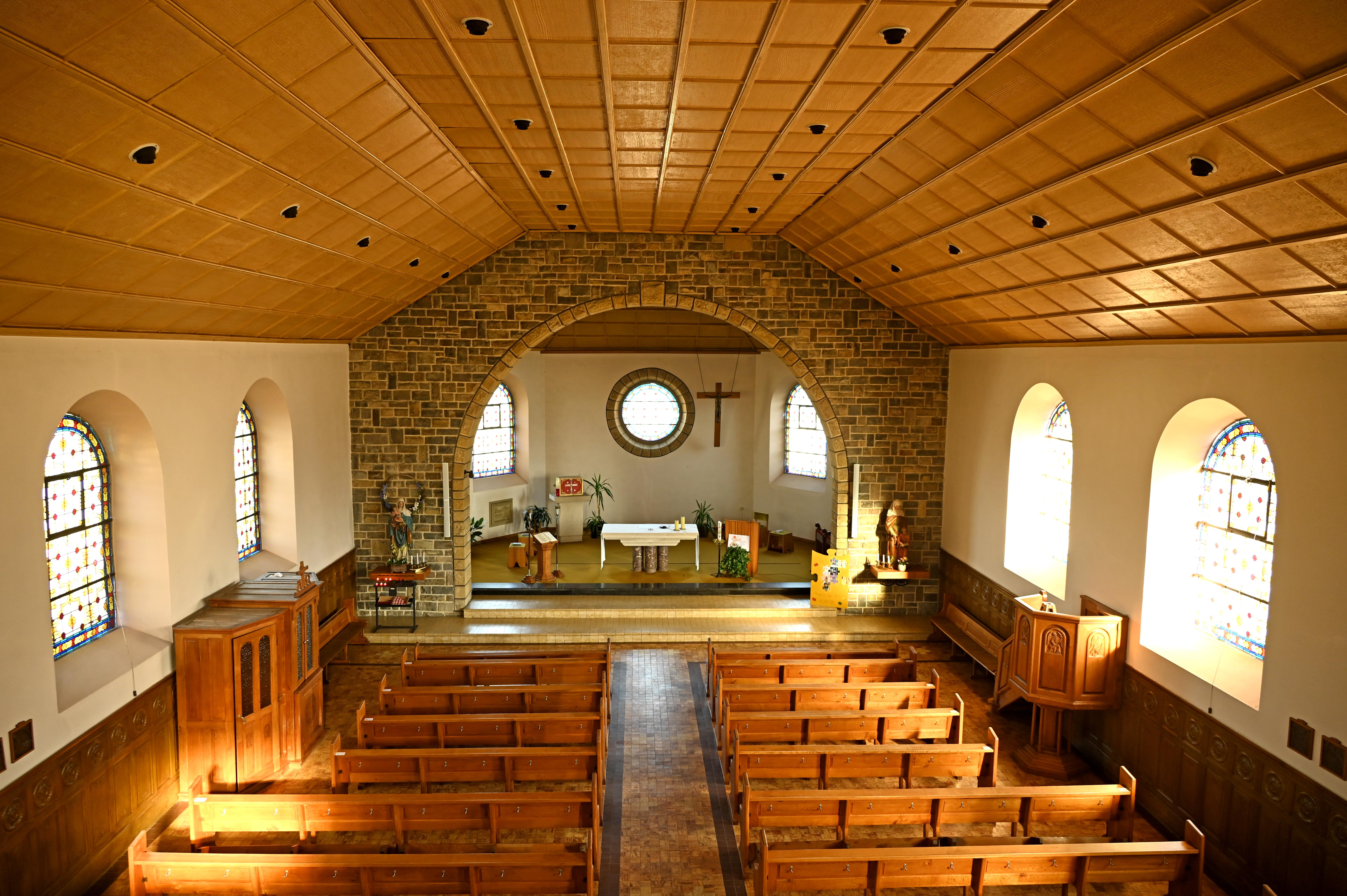
St. Annakapelle innen
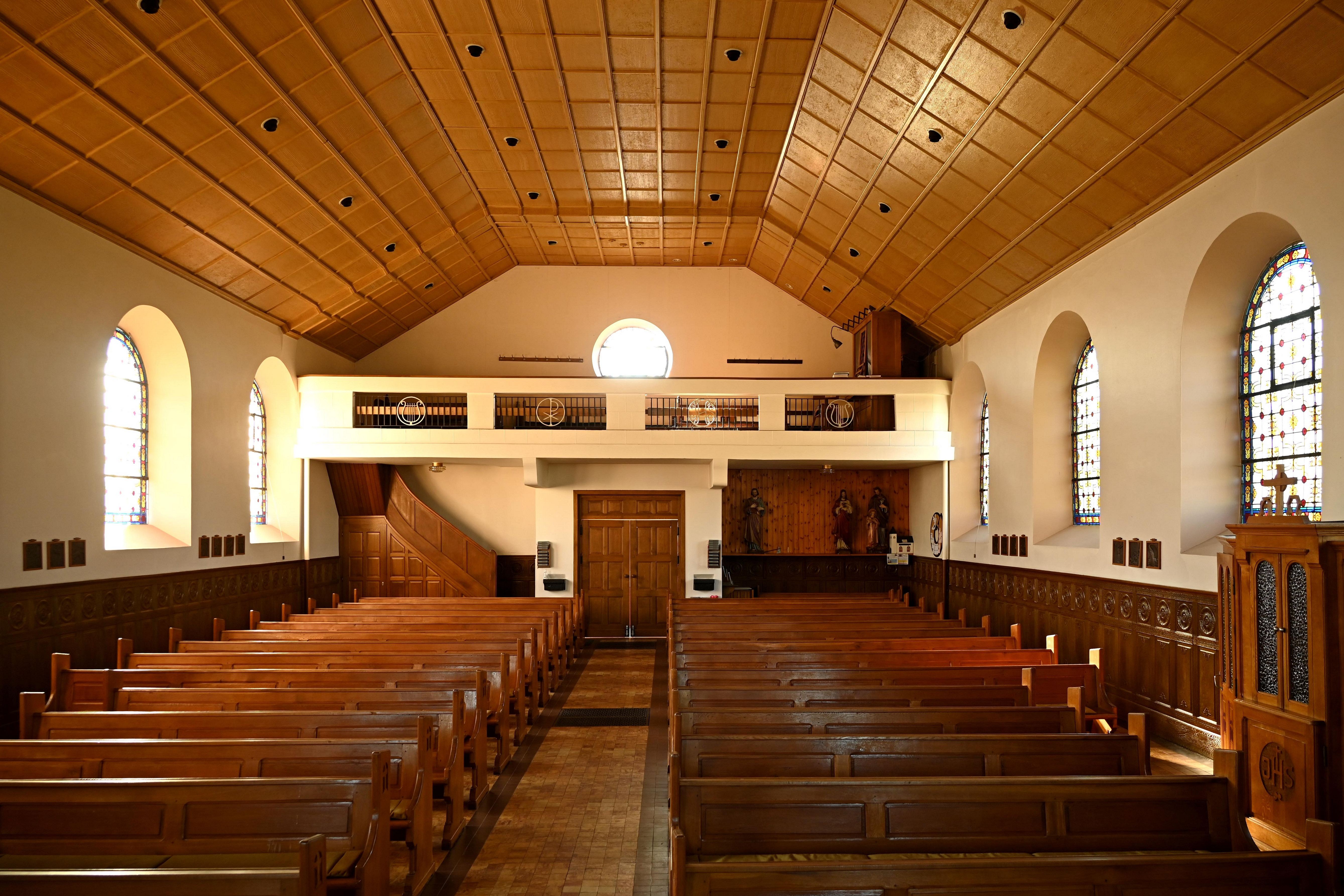
Blick zur Empore
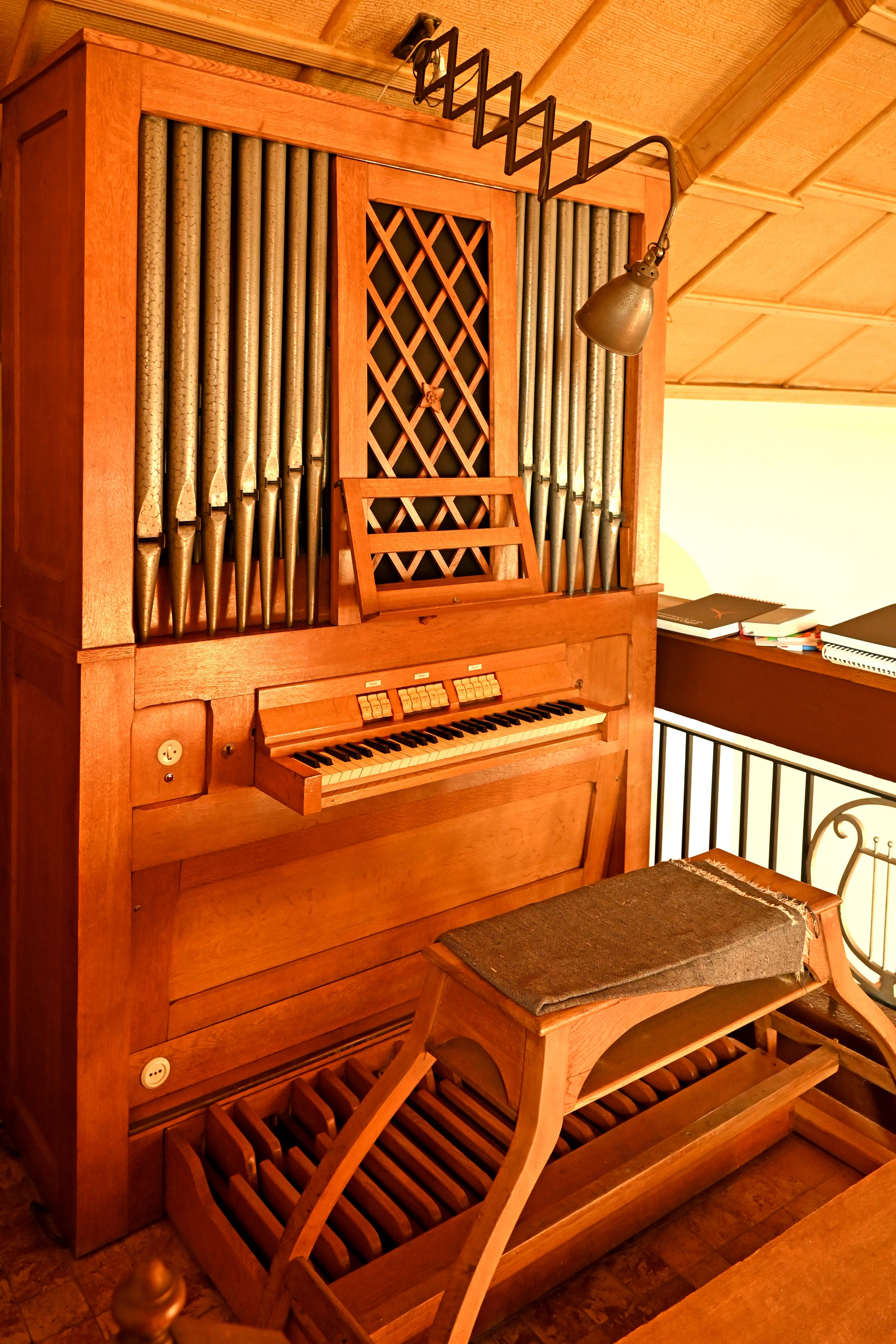
Verschueren-Orgel
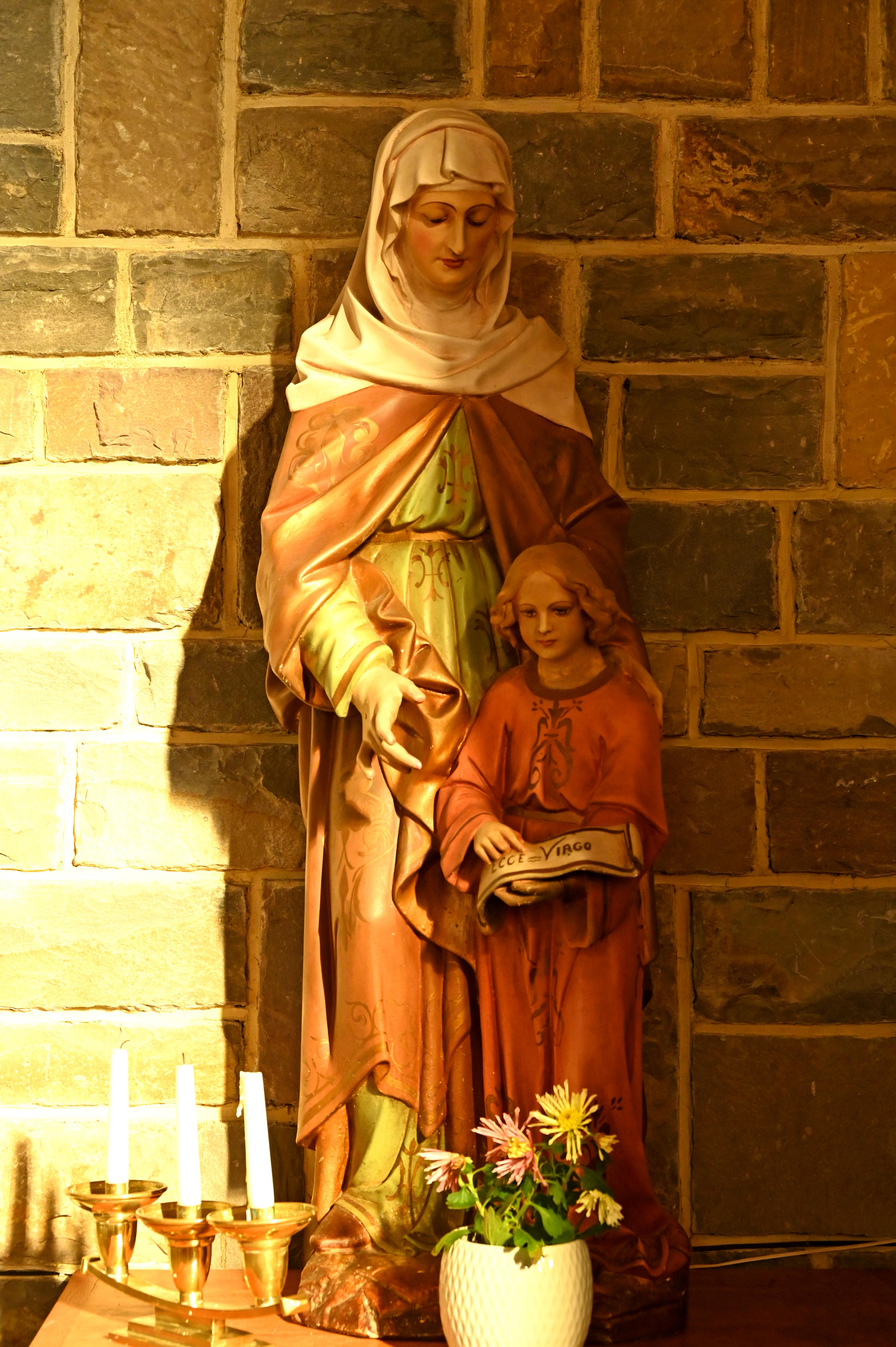
St. Anna mit Maria